# Gelanor ornatus
Gelanor ornatus är en spindelart som beskrevs av Schenkel 1953. Gelanor ornatus ingår i släktet Gelanor och familjen kaparspindlar.
Artens utbredningsområde är Venezuela. Inga underarter finns listade i Catalogue of Life.